# Књижевна кривотворина
Књижевна кривотворина (позната и као књижевна мистификација, књижевна превара или књижевни обман) је писање, као што је рукопис или књижевно дело, које је намерно погрешно приписано историјском или измишљеном аутору, или је наводни мемоар или друго наводно нефикционално писање обмањујуће представљено као истинито када, у ствари, представља неистините или измишљене информације или садржај. Ове обмањујуће праксе имају дугу историју и јављале су се у различитим књижевним традицијама, често са значајним културним или финансијским утицајима.
Књижевне кривотворине могу узети многе облике, укључујући дела која се лажно тврде да су древни текстови познатих аутора, фабриковане мемоаре или фикционалне приказе представљене као историјски записи. Разлози за стварање књижевних кривотворина могу варирати, укључујући тежњу за финансијском добити, жељу за књижевним признањем или промоцију специфичних идеолошких ставова.
Иако су књижевне кривотворине често разоткривене и дискредитоване, оне ипак могу имати велике утицаје на обликовање културних и историјских наратива.

## Историја
Књижевна кривотворина може укључивати дело познатог аутора чији списи имају утврђену унутрашњу, као и новчану вредност. У покушају да стекне награде такве репутације, кривотворитељ се често бави две различите активности. Кривотворитељ производи писање које подсећа на стил познатог угледног аутора коме треба да се лажњак приписује. Кривотворитељ може такође да фалсификује физички наводни оригинални рукопис. Ово је мање уобичајено, јер захтева велики технички напор, као што је имитирање мастила и папира. Кривотворитељ може такође да тврди да није само стил писања исти, већ и да су мастило и папир оне врсте или типа које је користио познати аутор. Други уобичајени типови књижевних кривотворина могу се ослањати на потенцијални историјски престиж и новину претходно неоткривеног аутора.
Књижевна кривотворина има дугу историју. Ономакрит (око 530–480. п. н. е.) је међу најстаријим познатим књижевним кривотворитељима. Створио је пророчанства, која је приписао песнику Мусеју. У 4. веку п. н. е., Аксиопист је створио кривотворине које је приписао писцу из 5. века п. н. е. Епихарму.
У 3. веку н. е., неки Септимије произвео је оно што је изгледало као латински превод очевидачког извештаја о Тројанском рату од стране Диктиса са Крета. У писму посвете, преводилац је дао додатну веродостојност документу тврдећи да је грчки оригинал изашао на светло током Неронове владавине када је Диктисова гробница отворена земљотресом и његов дневник је откривен. Септимије је затим тврдио да је оригинал предат гувернеру Крета, Рутилијусу Руфу, који је дао дневник Нерону током његове турнеје по Грчкој 66-67. н. е. Према историчарки Миријам Грифин, такве лажне и романтичне тврдње о античности нису биле неуобичајене у то време.
Једна од најдуготрајнијих књижевних кривотворина је од стране Псеудо-Дионисије Ареопагита, мистичког писца из 5-6. века из Сирије који је тврдио да је ученик Павла апостола. Пет стотина година касније, Абелар је изразио сумње о ауторству, али тек након ренесансе постигнута је општа сагласност да је приписивање дела лажно. У међувремену од 1.000 година, списи су имали велики теолошки утицај.
Томас Четертон (1752–1770), енглески песник и писац писама, почео је своје бриљантне средњовековне кривотворине када је био мало више од детета. Иако су му донеле хвалу и славу након смрти, његово писање није пружило много финансијског успеха и извршио је самоубиство у 17. години, без новца, сам и полугладан.
Енглески Меркурије изгледао је као први енглески новински лист када је откривен 1794. године. Ово је, наводно, био извештај о енглеској бици са Шпанском армадом 1588. године, али је, у ствари, написан у 18. веку од стране Филипа Јорка, 2. грофа од Хардвика, као књижевна игра са његовим пријатељима.
Књижевну кривотворину је промовисао као креативни метод Шарл Нодје, и у 19. веку многи писци су производили књижевне кривотворине под његовим утицајем, посебно Проспер Мериме и Пјер Луи.
Хитлерови дневници били су пример кривотворине 20. века за новац: Конрад Кујау, источнонемачки кривотворитељ, створио је дневнике наводно написане од стране Адолфа Хитлера. Његове кривотворине прошле су почетну проверу довољно да их часопис Штерн купи по великој цени, али различите грешке и ближа форензичка анализа открила их је као лажне. Кујау је накнадно послат у затвор због преваре, крађе и кривотворине.

## Повезана питања

### Лажни мемоари
Неки аутори дела нису спорни, али писци нису истинољубиви о себи до те мере да су књиге функционално кривотворине – уместо кривотворења у име стручњака или ауторитета, аутори лажно тврде такав ауторитет за себе. Ово обично узима облик аутобиографских дела као лажни мемоари. Његов модерни облик је најчешћи са књигама „литература беде", у којима аутор тврди да је претрпео болест, злостављање родитеља и/или зависност од дрога током одрастања, али се опоравио довољно да пише о својим борбама.
Књига из 1971. Питај Алису је званично анонимна, али тврди да је узета из дневника стварног злоупотребљавача дрога; каснија истрага показала је да је дело скоро сигурно фиктивно. Недавни пример је књига из 2003. Милион малих делова од Џејмса Фреја, у којој је Фреј тврдио да је доживео борбу против зависности од дрога у рехабилитацији; тврђени догађаји били су фиктивни, али нису представљени као такви.
Други облици који се сматрају књижевним обманима су када аутор тврди идентитет и историју за себе који нису тачни. Аса Ерл Картер је писао под псеудонимом Форест Картер; Форест Картер је тврдио да је полу-Чероки потомак који је одрастао у домородачкој култури, али стварни Аса Ерл Картер је био белац из Алабаме. Форестова Картерова персона је тако поседовала сличну лажну аутентичност као што би кривотворено дело имало, и у њиховом мемоару и у њиховој фикцији.

### Транспарентна књижевна фикција
Повремено није јасно да ли је дело фикција или кривотворина. Ово се генерално дешава када је дело написано као фикција, али кроз говорника познате историјске личности; публика у то време разуме да је дело заиста написано од стране других који замишљају шта би историјска личност могла да напише или мисли. Код каснијих генерација, ова разлика се губи, и дело се третира као ауторитативно од стране стварне особе.
Примери овога могу укључивати неколико дела литературе мудрости као што је књига Проповедник и Песма над песмама у хебрејској Библији. Оба дела не именују директно аутора, али су написана из перспективе цара Соломона, и садрже поезију и филозофске мисли из његове перспективе које могу да се мењају између првог и трећег лица.
За спорније примере, неки новозаветни научници верују да се псеудоепиграфи у новозаветним посланицама могу објаснити као такве транспарентне фикције. Ричард Бокам, на пример, пише да је за Другу посланицу Петрову, „Петрово ауторство било намењено да буде потпуно транспарентна фикција." Ово гледиште је спорно. Барт Ерман пише да ако би религиозно прописни документ био широко познат као да није заиста од ауторитета за који тврди, не би се узимао озбиљно.